# NGC 3842
NGC 3842是一個位於獅子座的橢圓星系。該星系因為擁有已知最大的黑洞之一而聞名，據報告其中心的黑洞質量高達97億倍太陽質量。該星系由威廉·赫歇爾發現，距離地球約3.31億光年。